# Ixorida apicalis
Ixorida apicalis är en skalbaggsart som beskrevs av Ernst Gustav Kraatz 1899. Ixorida apicalis ingår i släktet Ixorida och familjen Cetoniidae. Inga underarter finns listade i Catalogue of Life.